# Synsepalum ulugurense
Synsepalum ulugurense är en tvåhjärtbladig växtart som först beskrevs av Adolf Engler, och fick sitt nu gällande namn av Adolf Engler. Synsepalum ulugurense ingår i släktet Synsepalum och familjen Sapotaceae. Inga underarter finns listade i Catalogue of Life.